# Сидящие в засаде
«Сидящие в засаде» (англ. The Ambushers; США, 1967) — американский фильм режиссёра Генри Левина, студии Columbia Pictures. Оригинальным названием фильма было «Опустошители».

## Сюжет
По приказу правительства США разрабатывают и запускают в космос летающую тарелку. Но входе испытательного полёта, происходит авария и тарелка с пилотом попадают в руки Ортеги, обосновавшегося где-то на секретной базе в Мексике.
Хэлм отправляется в учебный штаб ICE разведки и контрразведки, чтобы установить личность предателя в организации. Там он знакомится с агентом ICE Шейлой Соммерс, летчицей-испытателем, которая была найдена в джунглях Центральной Америки и не помнит, что случилось с экспериментальной летающей тарелкой, на которой она летала. Управлять тарелкой может только женщина, мужчины погибают.
Когда-то Хэлм и Соммерс участвовали в операции, где они выдали себя за мужа и жену. Когда Соммерс встречает Хэлма, к ней начинает возвращаться память. Мак, глава ICE, решает отправить Хэлма и Соммерс под прикрытием в качестве фотографов, делающих репортаж о пивоварне, рекламный слоган которой совпадает с гимном политического движения Ортеги. По пути им приходится иметь дело с приспешниками Ортеги, Франческой Мадейрос, оперативницей Big O, главного заклятого врага Хэлма, которая выдает себя за модель и соблазняет Хэлма.

## В ролях
- Беверли Адамс — Милая Кравезит

## Отзывы
В книге «Пятьдесят худших фильмов всех времен» Гарри и Майкла Мэдведа этот фильм характеризуют, как самый слабый из четырёх фильмов о Хэлме, ссылаясь на кинокритика Джудит Крист, писавшей о фильме — «Единственное отличие этого тошнотворного месива в том, что оно почти достигает предела глупости, самодовольной сексуальности и дурного вкуса и в придачу оно ужасно унылое».

## Сборы
Фильм заработал в кинопрокате 4,7 миллиона долларов в США и Канаде при предполагаемом валовом сборе в 10 миллионов долларов.